# Лащинський Михайло Федорович
Михайло Федорович Лащинський  (5 листопада 1849, Гирявка — 11 січня 1917 Санкт-Петербург) — російський віце-адмірал у відставці (20 жовтня 1908).

## Біографія
Православний дворянський рід бере початок від Леонтія Лащинського – сотника Красноколядинського. Рід внесений до 2-ї частини Родоводу книги Чернігівського дворянства. Батько – Федір Андрійович Лащинський, мати – Марія Миколаївна Лащинська (Юркевич).
Закінчив Морський кадетський корпус присвоєнням чину гардемарину 11 квітня 1870 року. Гардемарином здійснив кругосвітнє плавання на корветі "Витязь". 26 червня 1872 року присвоєно чин мічмана. 1 січня 1876 присвоєний чин лейтенанта. Закінчив Мінний офіцерський клас із зарахуванням до мінних офіцерів 1 розряду (1876).
У 1877-1878 роках флагманський мінний офіцер при головному командирі Чорноморського флоту та портів Чорного моря, командував ракетною батареєю при облозі Плевни. За участь у російсько-турецькій війні нагороджений орденами Св. Володимира 4-го ступеня з мечами та бантом, Св. Анни 3-го ступеня.
У 1879-1880 роках командував міноносками, був помічником завідувача мінної частини Чорноморського флоту, у 1881-1886 роках флагманський мінний офіцер на навчальному мінному загоні Чорноморського флоту, з 1886 капітан 2 рангу.
З 1887 прапор-капітан штабу начальників практичних загонів, з 1890 флагманський мінний офіцер штабу командувача Практичної ескадрою Чорноморського флоту. Командир мореплавного канонерського човна «Терець» (1893—1894), з 1894 року головний мінер Миколаївського порту, зроблений капітанами 1 рангу. Командував навчальним судном «Березань» (1896 рік), ескадреним броненосцем «Дванадцять Апостолів» (1897-1900 роки).
24 серпня 1900 року призначений таким, що виправляє посаду капітана Севастопольського порту. 1 квітня 1901 року здійснено в контр-адмірали із затвердженням на посаді. 21 вересня 1902 року під час спуску воду крейсера «Очаків» удостоївся Високого благоволения. 7 жовтня 1902 року «за будівництво та виготовлення до спуску крейсера I рангу «Очаків» нагороджений орденом Св. Станіслава І ступеня. 24 листопада 1903 року призначений молодшим флагманом Балтійського флоту.
28 січня 1904 року відряджений у Порт-Артур, призначений завідувачем морської та мінної оборони - помічником з морської частини коменданта фортеці, з 14 березня молодший флагман Тихоокеанської ескадри, з 24 серпня завідувач морської та мінної оборони Артура. Нагороджений золотою шаблею з написом "За хоробрість" (21 липня 1904), орденом Св. Анни 1-го ступеня з мечами.
У 1905—1906 роках за призначенням морського міністра та Головного морського штабу був членом різних комісій, з 1906 року виконував посаду головного інспектора мінної справи, 1908 року звільнений від служби з виробництвом у віце-адмірали.
Помер у Петрограді (нині Санкт-Петербург), похований у Херсоні.